# Берёзовка (Увельский район)
Берёзовка — посёлок в Увельском районе Челябинской области России. Входит в состав Каменского сельского поселения.

## География
Посёлок находится в восточной части Челябинской области, в лесостепной зоне, на правом берегу реки Кабанки, на расстоянии примерно 11 километров (по прямой) к северо-западу от посёлка Увельского, административного центра района. Абсолютная высота — 224 метра над уровнем моря.
Часовой пояс
Посёлок Берёзовка, как и вся Челябинская область, находится в часовой зоне МСК+2. Смещение применяемого времени относительно UTC составляет +5:00.

## Население
| 2002 | 2010 |
| ---- | ---- |
| 878  | ↗896 |

Гендерный состав
По данным Всероссийской переписи населения 2010 года в гендерной структуре населения мужчины составляли 47,5 %, женщины — соответственно 52,5 %.
Национальный состав
Согласно результатам переписи 2002 года, в национальной структуре населения русские составляли 80 %.

## Улицы
Уличная сеть посёлка состоит из девяти улиц и двух переулков.